# Struth
Struth település Franciaországban, Bas-Rhin megyében. Lakosainak száma 218 fő (2022. január 1.). Struth Asswiller, Frohmuhl, Hinsbourg, Petersbach, La Petite-Pierre és Tieffenbach községekkel határos.

## Népesség
A település népessége az elmúlt években az alábbi módon változott:
| Lakosok száma | 253  | 249  | 252  | 243  | 233  | 224  | 221  | 218  |
|               | 2013 | 2015 | 2017 | 2018 | 2019 | 2020 | 2021 | 2022 |